# Cheilanthes perlanata
Cheilanthes perlanata là một loài dương xỉ trong họ Pteridaceae. Loài này được Pic. Serm. Kornás mô tả khoa học đầu tiên năm 1979.